# Međuzvjezdana tvar
Međuzvjezdana tvar (kratica: ISM, prema engleskom InterStellar Medium; rus. межзвёздная среда) je rijetka tvar rasprostrta između zvijezda. U Mliječnoj stazi čini 10 do 15% vidljive tvari, a njezinoj masi pridonosi najviše plin (99%), a vrlo malo prah (1%). Zbog upijanja i raspršenja svjetlosti u međuzvjezdanoj tvari, pri čem se modra boja raspršuje jače od crvene, udaljenije zvijezde manjeg su sjaja i svjetlost im je crvenija. Tako na primjer u pojasu Mliječne staze, na udaljenosti od 3 000 svjetlosnih godina, svjetlost oslabi 5 puta. Međuzvjezdana tvar otkriva se analizom zvjezdane svjetlosti. Plinoviti sastojci otkrivaju se s pomoću takozvanih mirnih spektralnih linija, to jest apsorpcijskih linija koje se zapažaju u zvjezdanim spektrima, a koje pritom ne pokazuju pomake zbog gibanja zvijezda.
Međuzvjezdana tvar nastaje iz neutralna i ionizirana plina u atomskom i molekulnom obliku, prašine i kozmičkih zraka. Igra bitnu ulogu u astrofizici, jer zvijezde nastaju iz međuzvjezdane tvari koju zvjezdani vjetar i supernove raznose u međuzvjezdani prostor. Prouzročuje takozvanu absorpciju i bojanje zvjezdanog svjetla. Međuzvjezdana tvar ispunja međuzvjezdani prostor i polako se širi u međugalaktički prostor. Energija koja zauzima isti prostor u obliku elektromagnetskog zračenja je međuzvjezdano radijacijsko polje. Tvar između galaktika ne pripada međuzvjezdanoj tvari i analogna je međugalaktičkom sredstvu odnosno plinu ili kraće IGM-u. Odgovara tvari u neposrednom okolišu neke zvijezde međuplanetne tvari.

## Svojstva
U međuzvjezdanoj tvari ima najviše atoma vodika, zatim helija, a sadrži većinu poznatih kemijskih elemenata. Također, ustanovljeno je više od stotinu vrsta molekula, među kojima ima vrlo složenih, a prevladavaju molekule ugljikovodika. Oblake neutralnih vodikovih atoma otkriva emisijska spektralna linija u području radio valova, s valnom duljinom 21 cm. S pomoću te spektralne linije proučava se građa spiralnih krakova Mliječne staze i drugih galaktika, jer je međuzvjezdana tvar najgušća u krakovima; spiralni krakovi i glavnina međuzvjezdane tvari usredotočeni su u sloju oko galaktičke ravnine, debljine 1 000 svjetlosnih godina. Prosječna gustoća plina iznosi 10–21 kg/m3.
Prisutnost praha otkriva međuzvjezdana polarizacija, to jest linearna polarizacija svjetlosti zvijezda koja nastaje kada svjetlost prolazi kroz oblak čestica koje nemaju oblik kugle, a orijentiraju se u galaktičkom magnetskom polju. Veličina je čestica praha oko 0,1 μm, a kemijski im sastav nije točno utvrđen; jezgra im se može sastojati od silikata, ugljika i željeza, a plašt od leda. Ustanovljeno je da čestice ugljika nastaju u zvjezdanom vjetru nekih crvenih divova.
Međuzvjezdana tvar raspoređena je nejednoliko, pa se zapažaju na primjer gušći dijelovi promjera od nekoliko godina do nekoliko stotina godina svjetlosti, čemu su tipičan primjer međuzvjezdane maglice. U njih se ubrajaju svjetleće i tamne difuzne maglice, planetarne maglice i ostatci supernovih zvijezda. Hladni oblaci veće gustoće mjesta su stvaranja zvijezda (Herbig-Haro objekt), posebno su to divovski molekularni oblaci; primjer je područje u zviježđu Oriona. Međuzvjezdana tvar nalazi se u stalnim promjenama: ugrađuje se u mlade zvijezde prilikom njihova nastanka, a istječe iz zvijezda tijekom njihova razvoja ili eksplozivnog raspada.
U blizini zvijezda visoke temperature, oblaci vodika djelomično se ioniziraju. Opažanjima u ultraljubičastom i rendgenskom području spektra, iz svemirskih letjelica izvan Zemljine atmosfere, nađena su područja neba s temperaturama do milijun stupnjeva i s vrlo malom gustoćom iona. U međuzvjezdanu tvar ubraja se i kozmičko zračenje.
Vrlo razrijeđena tvar prostire se i između galaktika, no milijun je puta rjeđa od međuzvjezdane tvari. Otkriva se apsorpcijskim spektralnim linijama galaktika. Rendgensko zračenje međugalaktičkoga plina temperature do desetak milijuna stupnjeva otkriveno je u središtima nekih skupova galaktika.

## Kozmičke zrake
Kozmičke zrake su zrake visoke energije koje dopiru na Zemlju iz svemira. Još u početkom 20. stoljeća opazilo se da se nabijeni elektroskopi nakon nekog vremena sami od sebe izbijaju čak i onda kada su smješteni u hermetički zatvorenoj posudi. Isprva se vjerovalo da je izbijanje posljedica ionizacije zraka, koja potječe od zračenja radioaktivnih tvari u Zemlji. No ubrzo se pokazalo da ta ionizacija ne opada s porastom visine, nego, naprotiv, neznatno raste. Na osnovi pokusa američkog fizičara austrijskoga podrijetla Victora Franza Hessa, s ionizacijskim komorama koje su balonima bile podizane u vis, postavljena je teorija da zračenje koje uzrokuje ionizaciju potječe iz svemira, jer je utvrđeno da ne može dolaziti sa Sunca, jer se ionizacija nije promijenila za vrijeme potpune Sunčeve pomrčine 1912. Istraživanja idućih godina pokazala su da je kozmičko zračenje izvanredno prodorno i da se djelomično sastoji od električki nabijenih čestica. Pošto na kozmičke zrake djeluje Zemljino magnetsko polje, one se gibaju zavojito i nije moguće odrediti odakle dolaze. 
Nagli razvoj tehnike i instrumenata nakon Drugog svjetskog rata (usavršeni detektori, radio teleskopi, baloni i umjetni sateliti, elektronski uređaji) omogućio je daljnje istraživanje kozmičkoga zračenja. Pritom su se prvenstveno proučavali uvjeti stvaranja primarnoga zračenja tako visoke energije i visokoenergetski subatomski procesi, od kojih su mnogi prvi put opaženi upravo kod kozmičkoga zračenja. Međutim, podrijetlo kozmičkoga zračenja nije do danas potpuno razjašnjeno. 
Kozmičko zračenje dijeli se na primarno i sekundarno. Primarno zračenje, koje dolazi iz svemira do Zemljine atmosfere, sastoji se od atomskih jezgara. Većinu (oko 90%) čine protoni, zatim (oko 10%) helijeve jezgre, a tek neznatan dio ostale lake atomske jezgre elemenata do, uključivo, željeza. Energija primarnoga zračenja doseže i do 1018 eV. Sekundarno kozmičko zračenje nastaje sudarom primarnoga zračenja s jezgrama koje se nalaze u atmosferi. Takvim sudarima stvaraju se mezoni, hiperoni i različiti nuklearni fragmenti, pa i radioizotopi elemenata, na primjer ugljikov radioizotop 14C, nastao od dušika 14N (radioizotopno datiranje). Nabijeni π-mezoni pretvaraju se u stabilnije μ-mezone, koji čine glavninu sekundarnoga zračenja opaženoga na Zemljinoj površini. Neutralni π-mezoni pretvaraju se u γ-zrake, koje mogu dalje proizvesti parove elektron-pozitron, a ovi opet stvaraju nove visokoenergetske fotone, koji su izvor daljnjih parova elektron-pozitron. Tako nastaju kaskadne reakcije, koje su izvor takozvanih pljuskova kozmičkih zraka, koje je prvi opisao talijanski fizičar Bruno Rossi.
Prolaskom kroz Zemljinu atmosferu ili međuzvjezdanu tvar zbiva se slabljenje svjetla nebeskih tijela. Tu pojavu nazivamo ekstinkcijom (v. ekstinkcija (optika), Lambert-Beerov zakon, ekstinkcijski koeficijent, apsorpcijski koeficijent, opacitet).

## Poveznice
- oblak velike brzine
- spalacija svemirskih zraka
- pokus CRESU
- međuplanetni oblak prašine
- toplo-vruća međugalaktička tvar (WHIM)
- bezkolizijski medij
- tvar između galaktičkih skupova (ICM)
- Lokalni međuzvjezdani oblak
- G-oblak
- superskupovi galaktika
- galaktičko vlakno
- međuzvjezdani prah
- praznina (astronomija)
- međuzvjezdani oblik
- galaktička plima
- zvjezdana prašina (astronomija)
- međuplanetna prašina
- udarni front
- sinkrotonsko zračenje
- heliopauza
- H I područje
- H II područje
- molekularni oblak
- korona
- infracrveni cirus
- međuzvjezdani prostor
- međuzvjezdana prašina
- međuplanetno magnetsko polje